# Sälsflotten
Sälsflotten är ett naturreservat i Gagnefs kommun och Vansbro kommun i Dalarnas län.
Området är naturskyddat sedan 2016 och är 530 hektar stort. Reservatet ligger på platå söder om Västerdalälven och består av en öppen myr med lågvuxen tallskog i  söder. En del av Käringsjön i öster ingår i reservatet.